# Pöls-Oberkurzheim
Pöls-Oberkurzheim est une municipalité depuis 2015 dans le district de Murtal en Styrie, en Autriche.
La municipalité, été créée dans le cadre de la réforme structurelle des municipalités de Styrie, à la fin de 2014, est issue de la fusion des communes de Pöls et d'Oberkurzheim.